# The 7th Element
The 7th Element è un singolo del cantante russo Vitas. Il brano, interamente in lingua russa, è noto principalmente per il caratteristico falsetto che lo contraddistingue, la qual cosa lo ha reso un fenomeno di Internet. Sebbene sia stato ufficialmente pubblicato solo nel 2019, il brano viene cantato dall'autore già dal 2001.